# 許爾茨格拉本河
49°28′12″N 11°10′36″E / 49.47002°N 11.17676°E

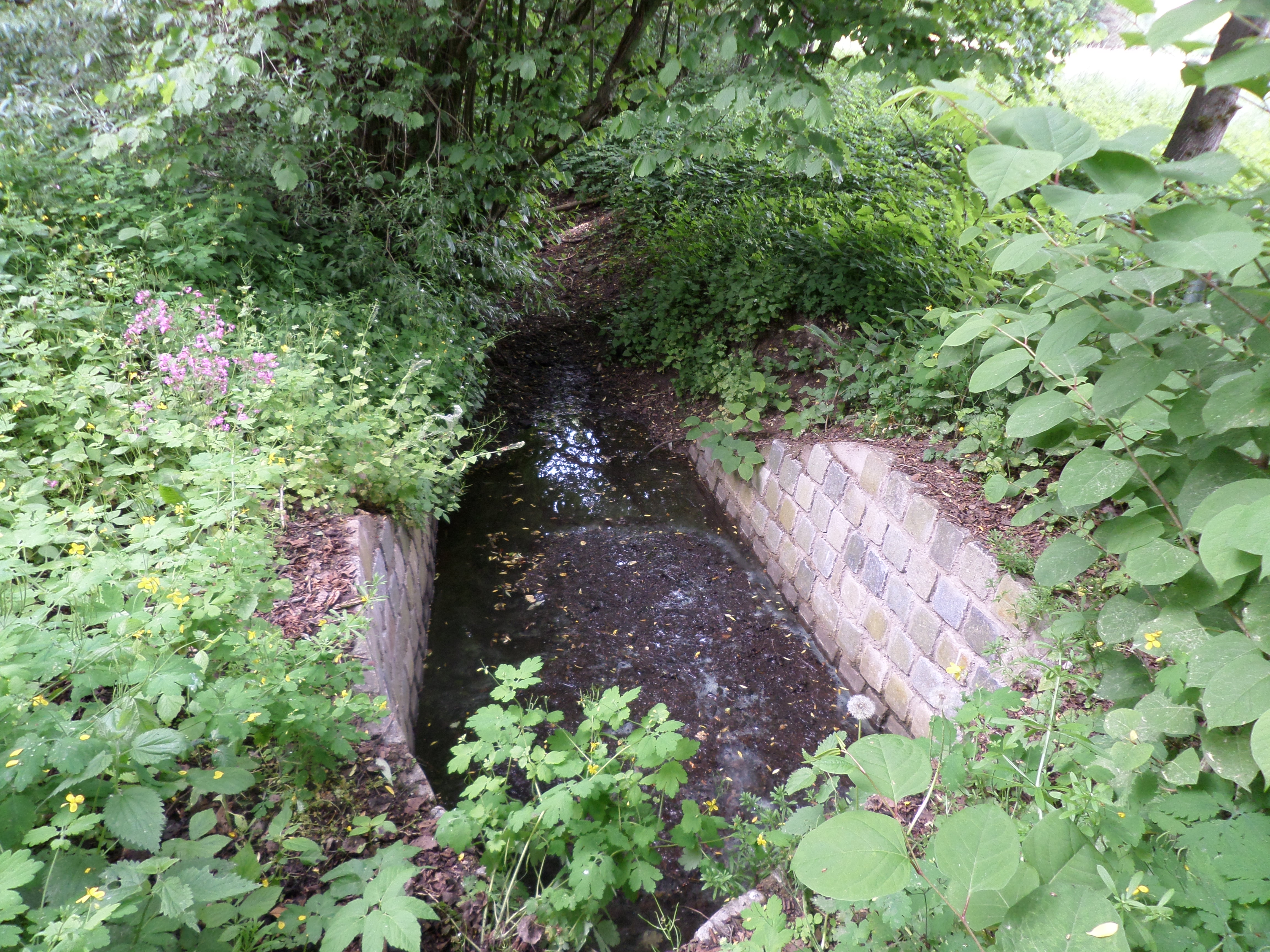

許爾茨格拉本河（德語：Hülzlgraben），是德國的河流，位於該國東南部，由巴伐利亞負責管轄，屬於佩格尼茨河的左支流，河道全長1公里，流經紐倫堡。